# نیکولای دمیانوف
نیکولای دمیانوف (روسی: Никола́й Я́ковлевич Демья́нов؛ March 27 [سبک قدیمی: March 15] 1861 – ۱۹ مارس ۱۹۳۸) دانشمند در زمینه شیمی آلی اهل امپراتوری روسیه بود.
همچنین برندهٔ جوایزی همچون جایزه لنین شده‌است.